# Rabanus-Maurus-Kirche (Petersberg)

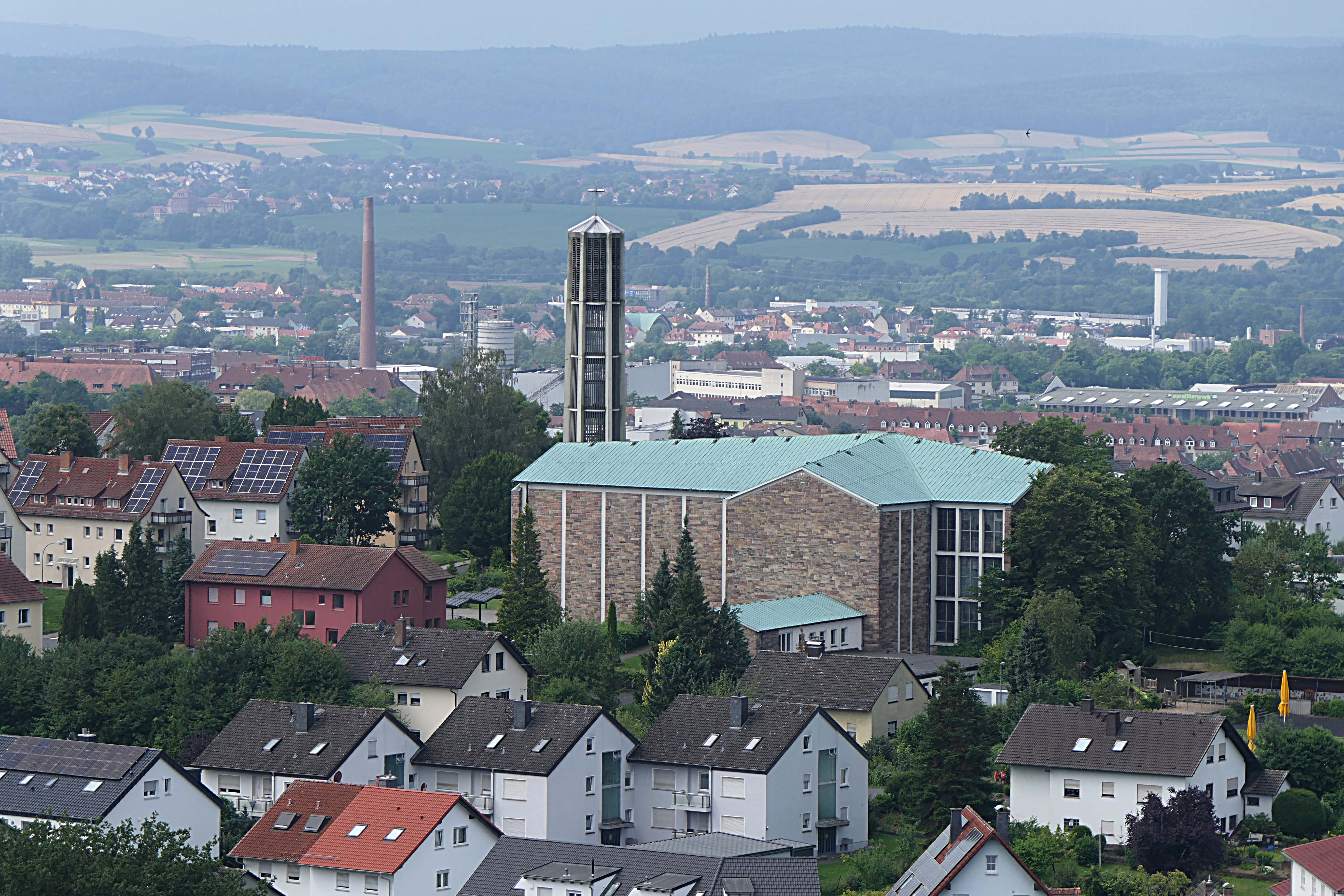
Blick von der Bergkirche St. Peter zur Rabanus-Maurus-Kirche in Petersberg

Die Rabanus-Maurus-Kirche ist eine römisch-katholische Filialkirche in Petersberg im osthessischen Landkreis Fulda, die zum Bistum Fulda gehört und dem Dekanat Fulda zugeordnet ist.
Sie ist die größte Kirche der Pfarrei St. Lioba und steht in Petersberg „Am Ziegelberg 28“.

## Kirchenbau
Das nach Rabanus Maurus benannte Gotteshaus wurde 1957 nach den Plänen von W. Reinhard und Otto Rug erbaut. Der geräumige Backstein-Beton-Skelettbau auf kreuzförmigem Grundriss hat eine Länge von 55 Metern sowie eine Höhe von 13 bis 15 Metern und bietet etwa 700 Personen Platz. Der freistehende achteckige Glockenturm mit einer Höhe von 35 Metern, in dessen Erdgeschoss sich eine Kapelle befindet, ist mit einem vierstimmigen Geläut mit den Schlagtönen cis′, e′, fis′ und a′ bestückt.
Zur Ausstattung gehören eine Pieta in der Turmkapelle und eine hölzerne Josefstatue des Petersberger Bildhauers Johannes Kirsch, der 1996 auch den Eingangsbereich neu gestaltete, sowie eine barocke Marienstatue aus der Petersberger Grabeskirche der Hl. Lioba.
Die Orgel von 1964 stammt aus der Orgelwerkstatt Gebr. Späth aus Ennetach-Mengen und verfügt über 33 Register, ein großes Pedalfeld und ein Oberwerkfeld.

## Gedenktag
des Rabanus Maurus:
- katholisch: 4. Februar (nicht gebotener Gedenktag im Regionalkalender für das deutsche Sprachgebiet)
- evangelisch: 4. Februar (Gedenktag im evangelischen Namenkalender)

## Kirchengemeinde
Die Pfarrgemeinde zählt zu den 5 katholischen Kirchengemeinden in der Gemeinde Petersberg unweit der Kreisstadt Fulda, in der in der Mehrheit Katholiken leben. Sie gehört dem Pastoralverbund St. Lioba, Petersberg–Fulda, im Dekanat Fulda an, der die Pfarreien St. Aegidius, Marbach, St. Elisabeth, Lehnerz, St. Nikolaus und Valentin, Steinhaus und St. Lioba, Petersberg, umfasst.